# Hugonia orientalis
Hugonia orientalis là một loài thực vật có hoa trong họ Linaceae. Loài này được Engl. mô tả khoa học đầu tiên..